# John Latta
Pour les articles homonymes, voir Latta.
John Latta (9 mai 1867, Old Cumnock (en) – 5 décembre 1946), 1er baronnet, est un homme d'affaires écossais.

## Biographie
Après avoir suivi ses études à Ayr Academy (en), il entre dans l'entreprise familiale Lawther, Latta & Co Ltd, qui détient la Nitrate Producers' Steamship Co Ltd, et en devient plus tard président.
En 1896, il épouse Mary Short, membre de la dynastie Short Brothers. 
Sous sa présidence, la Nitrate Producers' Steamship Co Ltd s'étend à tous les domaines des transports maritimes, à l'exploitation de grands cargos, pour la plupart construites par Shorts. La flotte effectue son service durant la guerre des Boers, la Première Guerre mondiale et la Seconde Guerre mondiale, et pour ses services à son pays dans la Première Guerre mondiale, Latta a été créé baronnet dans les années 1920.
Son frère, Andrew Gibson Latta, formé à Hamilton Academy (en), est également directeur de Lawther, Latta & Co Ltd et est nommé Chevalier Commandeur de l'Ordre de l'Empire britannique (KBE) en 1921 pour services au ministère de la marine marchande lors de la Première Guerre mondiale. 
Sa fille, Ada Mary Latta (1899-1988), épouse le marquis de Cramayel, puis le comte Chevreau d'Antraigues.

## Sources
- Obituary, The Times, 6 December 1946